# Андреа Демирович
Андреа Демирович (серб. кир.: Андреа Демировић, 17 червня 1985), відома як Андреа — чорногорська співачка та студентка музичної педагогіки Цетинє.

## Біографія
Народилася 17 червня 1985 року у Подгориці, Чорногорія (тоді частина СФР Югославії). Перший вагомий успіх здобула на фестивалі Sunčane Skale у 2002 році. Перший альбом під назвою «Андреа» вийшов у 2006 році. Демирович досягла значних успіхів на регіональних фестивалях, у тому числі на сербсько-чорногорському та чорногорському національних фіналах відбору на пісенний конкурс Євробачення. У 2015 році взяла участь у сербському національному фіналі пісенного конкурсу Євробачення 2015.  

## Євробачення 2009
23 січня 2009 року стало відомо, що Демилович представлятиме Чорногорію на пісенному конкурсі Євробачення 2009 у Москві, Росія. Вона була першою співачкою, яка представляла націю на конкурсі. Пісня була першою у першому півфіналі 12 травня, однак не потрапила у фінал.
У 2021 році Андреа записала дует з Бояном Йововичем.